# Верне, Орас
Эми́ль Жан Ора́с Верне́ (фр. Emile Jean Horace Vernet; 30 июня 1789, Париж — 17 января 1863, там же) — французский живописец, рисовальщик и литограф, баталист, творчество которого было связано с Россией. Член Института Франции — Академии изящных искусств по классу живописи (с 1826; на кресле № 10). Художник-ориенталист, участник наполеоновских войн и дипломат. Представитель большой художественной семьи, сын художника Карла Верне и внук художника-пейзажиста Клода Жозефа Верне (1714—1789).

## Биография
Орас Верне родился 30 июня 1789 года в Париже, учился у отца и пошёл по его стопам в батальном жанре живописи. Их семейную мастерскую часто посещал Теодор Жерико. Два молодых художника, почти сверстники, стали друзьями, и это, вероятно, повлияло на формирование индивидуального романтического стиля творчества Ораса Верне. Благодаря дружбе с Жерико Орас Верне познакомился с колоритными представителями народов Северной Африки и Ближнего Востока задолго до того, как посетил Алжир в 1833 году. Слуга и модель Жерико, Мустафа, возможно, послужил моделью для портрета работы Верне 1818 года, хранящегося в Художественном музее Дахеша в Нью-Йорке.
Затем Верне поступил в студию художника Франсуа-Андре Винсента (1746—1816) в Школе изящных искусств в Париже. В 1810 году получил Римскую премию.
В 1811 году Орас Верне женился на Луизе Пужоль, дочери губернатора Луи Пужоля, от которой у него было две дочери: Луиза и Генриетта. Нуждаясь в средствах для обеспечения молодой семьи, Верне занимался всем подряд: разрабатывал модели одежды, рисовал карикатуры для «Журнала дам и мод» (Journal des dames et des modes), изображал лошадей и скачки, писал портреты и пейзажи. Его дочь Луиза, вышла замуж за художника Поля Делароша, но умерла в 1845 году в возрасте тридцати одного года. Отцовское горе послужило причиной картины «Ангел смерти» (1851, Государственный Эрмитаж, Санкт-Петербург). Другая его дочь, Генриетта Эдмэ, вышла замуж за художника Адольфа Ивона.
Орас Верне был верным бонапартистом и дебютировал в парижском Салоне 1812 года картиной «Взятие укреплённого лагеря близ Глатца», заказанной королём Вестфалии Жеромом Бонапартом, младшим братом Наполеона. Талант художника настолько впечатлил Жерома, что тот заказал ему свой конный портрет.
В 1814 году Орас Верне был одним из гражданских защитников Парижа от приближающихся армий союзников, эпизод, который он позже изобразит в картине «Барьер де Клиши» (1820). В декабре 1814 года Орас стал кавалером ордена Почётного легиона. Ему было поручено написать несколько портретов Наполеона до изгнания императора, он также создал три портрета диктатора в 1815—1816 годах.
В первые годы Реставрации Бурбонов его мастерская служила местом встречи художников и ветеранов войн, враждебно настроенных по отношению к правительству Бурбонов. Верне выставлял напоказ свой культ Наполеона, но заручался поддержкой Луи-Филиппа, герцога Орлеанского, главы младшей ветви династии. Габриэль Делессер, будущий префект полиции Парижа в 1836 году, заказал у него в 1821 году свой портрет. Когда некоторые из картин Ораса Верне были отклонены жюри Салона 1822 года из-за их предполагаемого антироялистского характера, он выставил их в своей мастерской, привлекая многих посетителей.
Июльская революция 1830 года, посадившая на трон Луи-Филиппа, открыла Орасу Верне новые возможности. Он получил многочисленные государственные заказы на картины с изображением баталий и по возвращении из Рима стал профессором Школы изящных искусств.
Орас Верне сделал блестящую карьеру художника и дипломата. По просьбе Луи-Филиппа он побывал в качестве официального художника в Алжире (1833), и ему выделили два батальона для охраны его поездок. Однако художник был впечатлён не столько подвигами французских солдат, сколько их храбрыми противниками в живописных костюмах. Он вернётся навсегда отмеченным открытием страны, и во время своих пяти длительных визитов в Северную Африку (1833, 1837, 1839—1840, 1845, 1853) он жадно рисовал и собирал на месте документы о французских завоеваниях в Алжире и Марокко, материал, который он позднее превратил в большие холсты для военной галереи в Версальском дворце.
Художника резко осудил Шарль Бодлер в своём обзоре Салонов 1845 и 1846 годов: «Г-н Орас Верне — солдат, который рисует. — Я ненавижу это барабанное импровизированное искусство, эти скачущие холсты, эту краску, сделанную выстрелами из пистолета, как я ненавижу армию, вооружённую силу и всё, что тащит шумное оружие в мирное место. Эта громадная популярность, которая к тому же продлится не дольше войны и которая будет уменьшаться по мере того, как народ наслаждается другими радостями, — эта популярность, говорю я, этот vox populi, vox Dei, есть для меня угнетение». С другой стороны, Ораса Верне решительно защищал Теофиль Готье.
В 1829—1835 годах Орас Верне был директором Французской академии в Риме. С дипломатическими поручениями в 1836 и 1842—1843 годах был в России, где написал несколько картин по заказам императорского двора.
Находясь в Риме, он подружился с всемирно известным датским скульптором Бертелем Торвальдсеном, который провёл большую часть своей профессиональной жизни в Италии. Свержение Луи-Филиппа революцией 1848 года и воцарение Наполеона III в 1848 году почти не повлияли на его деятельность. 1850 год застал его в Риме. В 1854 году Орас Верне побывал на полях Крымской войны. Тем не менее он пользовался покровительством российского императора Николая I во время двух длительных визитов в Россию в 1836 и 1842—1843 годах.
На Всемирной выставке 1855 года в Париже произведения Ораса Верне заняли отдельный зал, как и картины Энгра. Верне получил почётную медаль, которая поставила его на первое место среди художников своего времени.
Разбогатев, Верне приобрёл в 1855 году поместье в месте под названием «Ле Борметт» (Les Bormettes), на территории муниципалитета Ла-Лонд-ле-Мор; очарованный красотой места, чьи голубоватые воды и изгибы холмов напоминали ему об Алжире, он построил там огромный замок, состоящий из разных корпусов разнородных стилей.
В декабре 1862 года Наполеон III, узнав о тяжёлой болезни художника, писал ему: «Мой дорогой месье Орас Верне, посылаю Вам крест великого офицера ордена Почетного легиона, как великому живописцу великой эпохи…». Сент-Бёв писал о художнике: «Это был человек остроумный, с любезным характером, прямодушный, честный, верный, живой и рассудительный».
Верне получил широкую известность как автор патетических батальных полотен (в том числе огромных композиций — «Взятие Танжера», картины сражений: при Фридланде, Йене, Ваграме и Фонтенуа и других, — созданных в 1830-е и 1850-е годы по заказу Луи Филиппа и Наполеона III и хранящихся в Версальском дворце). Верне любил писать яростные схватки и бурные пейзажи, нередко сочетая их в едином образе («Битва на море», 1825, Эрмитаж, Санкт-Петербург). Испытывал влечение к драматической экзотике: «Мазепа, преследуемый волками» (1826—1827, Музей Кальве, Авиньон).
Орас Верне скончался 17 января 1863 года в родном городе. Умирая, он сожалел: «Стоило ли так любить армию и флот, чтобы умереть в кровати, как какой-нибудь лавочник». Историческая заслуга Верне в том, что он окончательно порвал с академическим классицизмом и утвердил в батальной живописи, если не вполне ещё реальный, то всё же простой, свободный стиль, ставший основой дальнейшего прогресса этого направления в искусстве. Похоронен художник в Париже на кладбище Монмартр (5-й участок).
На момент своей смерти в 1863 году он был членом тридцати академий и самым известным художником Франции. В Санкт-Петербургском Эрмитаже хранится одиннадцать картин Ораса Верне.

## Галерея
- Польский Прометей (1831)
- Сцена войны (1861). Национальная картинная галерея Армении.
- Битва при Сомахе.
- Июльская революция 1830 года в Париже. Луи-Филипп едет в Пале-Ройяль.
- Битва при Вальми.
- Магомет-Али наблюдает за истреблением мамлюкских беев в цитадели Каира.
- Сцена из 1814 года (русские солдаты и казаки во французской деревне).
- Наполеон при Фридланде.
- Николай I с супругой на костюмированном празднике в Царском селе.
- Баррикады в Париже на улице Суфло в 1848 году.
- Мазепа, привязанный к лошади (вымышленный сюжет из поэмы Байрона «Мазепа» )
- Стычка итальянских разбойников ("banditi") с папскими войсками.

## Награды художника

### Французские
- Орден Почётного легиона[8]:
  - Кавалер (7 декабря 1814);
  - Офицер (11 января 1825);
  - Командор (8 марта 1842);
  - Великий офицер (7 декабря 1862).
- Медаль Святой Елены (март 1853)[9].

### Иностранные
- Орден Святого Гроба Господнего Иерусалимского (14 декабря 1839, Ватикан).
- Орден «За заслуги» (8 февраля 1843, Пруссия).
- Орден Святого Станислава 2-й степени (18 августа 1836, Россия)[10].
- Орден Святой Анны 2-й степени с алмазами (25 июня 1843, Россия)[11].
- Орден Полярной звезды (21 октября 1844, Швеция).
- Орден Святого Владимира 3-й степени (7 июля 1849, Россия)[12].
- Орден Дубовой короны степени кавалера со звездой (11 июня 1851, Голландия).
- Орден Святого Станислава 1-й степени (29 октября 1858, Россия).